# Sacellum de Venus Cloacina
El Sacellum de Venus Cloacina (en llatí: Sacella Cloacinae o Sacrum Cloacina) és un santuari menut de Roma situat al Fòrum Romà, on es retia culte a Cloacina, «la purificadora», una divinitat etrusca més tard identificada amb la dea romana Venus. No en resten més que uns petits fonaments semicirculars.

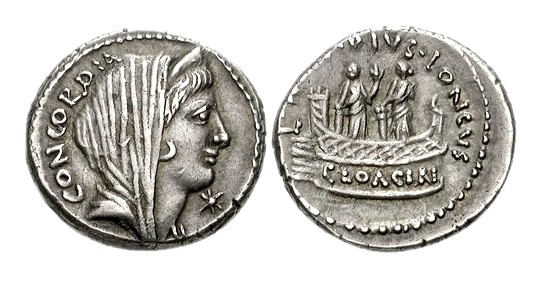
Denari que data del 42 ae. En l'anvers, el bust alat de la Concòrdia. Al revers, dues estàtues de Venus sobre una plataforma amb una balustrada

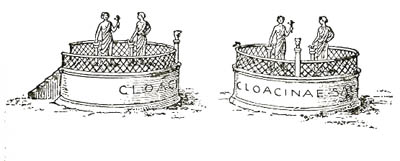
A la part inferior, dibuix del santuari per Christian Hülsen, 1906

## Situació
El santuari és al llarg de la via Sacra, al Fòrum Romà, a prop de les Tabernae Novae de la basílica Emília. Alguns suggeriments l'han feta el fan coincidir amb l'entrada a l'embornal principal de Roma, la Cloaca Maxima.

## Funció
Per als romans, l'eficàcia del sistema de clavegueram és molt important per al desenvolupament de la ciutat i el manteniment higiènic, que permetés prevenir les epidèmies. Aquest santuari honorava la divinitat de la Cloaca Maxima, l'esperit del "gran embornal" de Roma. Cloacina, la dea etrusca associada a l'entrada al sistema d'albellons, més tard fou identificada amb la dea romana Venus per raons desconegudes, segons Plini el Vell. Representava per als romans la divinitat de la puresa i la brutícia. El nom de Cloacina pot derivar del verb llatí cloare, que significa 'purificar' o 'netejar' o bé del terme cloaca, 'embornal'.

## Història
En origen, la divinitat etrusca Cloacina degué relacionar-se amb un petit rierol que recorria el Fòrum i desembocaria al Tíber, al barri del Velabre, que serà més tard soterrat i esdevindrà la Cloaca Maxima.
L'altar dedicat a Cloacina s'esmenta per primera vegada en les fonts antigues del segle II abans de la nostra era per Plaute, en una de les seues obres. Una llegenda, però, en fa remuntar l'origen al segle VIII ae, a l'època del regnat de Ròmul. Segons aquesta, és als voltants del lloc que ocupa el santuari que, en el 449 ae, el pare de la virtuosa Virgínia, un carnisser que tenia un establiment a les Tabernae Novae, hauria apunyalat la seua filla per a evitar que caigués en mans d'Api Claudi Cras.
El 179 ae, durant les obres d'ampliació de la Basílica Emilia, el santuari es va conservar i s'integrà en les escales d'accés. Les restes recuperades entre el 1899 i el 1901 daten d'aquesta reconstrucció.

## Descripció
Dues monedes encunyades en el Segon Triumvirat (al voltant de l'any 42 ae) per Luci Musidi Longo donaven una representació detallada del santuari. Es tracta d'un sacellum (petit altar descobert) envoltat per una balustrada de metall.
Les poques restes arqueològiques recuperades entre el 1899 i el 1901 (una subestructura de travertí redona, amb vora de marbre, de 2,40 m de diàmetre) s'ajusten prou a les imatges de les monedes.
L'altar era recobert de marbre. Si més no dues estàtues (signa Cloacinae) s'alçaren en les proximitats damunt un petit podi adornat per un ocell. Una de les estàtues sosté o mou un objecte (potser una flor). Cada figura té un pilar amb un ocell al damunt (les flors i els ocells eren els atributs sovint associats amb la dea Venus). No se sap per què n'hi ha dues estàtues.